# Свердловское художественное училище
Свердловское художественное училище имени И. Д. Шадра — старейшее художественное училище в Урало-Сибирском регионе и одно из старейших в России.

## История
Идея создания в Екатеринбурге художественной школы родилась ещё в 1887 году, во время Сибирско-Уральской научно-промышленной выставки. Вскоре после завершения работы выставки, совместными усилиями земской, ремесленной и мещанской управ, при Екатеринбургском городском реальном училище открываются воскресные классы рисования и черчения.
В 1897 году Екатеринбургская городская дума ходатайствует об открытии в городе специальной рисовальной школы (подобные школы существовали в то время лишь в Санкт-Петербурге, Москве, Одессе, Казани и Пензе). Благотворительные пожертвования на открытие школы сделали уральские купцы и промышленники.
В 1899 году на собранные средства был приобретен участок земли с домом на Вознесенской горке, принадлежавший купеческой вдове Злоказовой, и строительство школы началось (ныне — это (надстроенное) здание УрГАУ  по адресу ул. Карла Либкнехта, 42). В попечительский совет будущего учебного заведения вошли управляющий екатеринбургским отделением государственного банка А. И. Кожевников, городской голова Г. Г. Казанцев, владелец магазина «Уральские камни» В. И. Липин, мещанский староста А. И. Козлов, художник и камнерез А. К. Денисов-Уральский и архитектор А. Ю. Дютель. Архитектор Дютель руководил перестройкой здания, изменив его стиль с классического на модерн. По его проекту во дворе были возведены ещё два корпуса школы — общежитие и мастерские (лепная, гранильная, ювелирная, столярно-резная, граверно-чеканная и художественно-слесарная).
Министерство просвещения Российской империи приписало новую художественную школу к Санкт-Петербургскому Центральному училищу технического рисования барона Штиглица. Из Санкт-Петербурга в Екатеринбург прибыло несколько преподавателей училища, а также живописец Михаил Федорович Каменский, ставший первым директором школы.
7 ноября 1902 года был утвержден Устав художественно-промышленной школы. Согласно Уставу, предусматривался 5-летний срок обучения. На обучение принимались дети с 12 лет обоего пола без различия сословий, выдержавшие испытания по рисованию. Первый набор составили 30 человек в возрасте от 13 до 22 лет. Второй набор — 20 учеников. К 1906 году в школе в пяти классах училось одновременно свыше 100 человек.
Учебное заведение получило название Екатеринбургская художественно-промышленная школа и торжественно было открыто 6 декабря (по новому стилю — 19 декабря) 1902 года.
В школе велось обучение кустарным промыслам — камнерезным, ювелирным, гранильным. С 1914 года, когда в художественно-промышленной школе ввели курс педагогики и методики, здесь начали готовить учителей рисования.
Художественные педагогические традиции училища складывались под влиянием Петербургской академической школы, придававшей большое значение изучению классического наследия мировой культуры. Как писал Эрнст Неизвестный, училище создавалось при финансовой поддержке его деда — промышленника и мецената. Им же, сюда для преподавания, был приглашён выпускник Художественного училища барона Штиглица, впоследствии известный советский скульптор — Теодор Залькалн.
Изделия школы неоднократно завоевывали высокие награды и дипломы на российских и международных выставках прикладного искусства: в 1909 году — в Екатеринославле, в Турине; в 1912 году — в Санкт-Петербурге; в 1913 году — в Киеве; в 1914 году — в Лионе.
Выпускники школы попадали в мастерские Фаберже, снабжавшие своими изделиями императорский двор.
В 1919 году при отступлении войск Колчака было вывезено практически все имущество школы, которое удалось вернуть только в январе 1921 года при посредничестве Екатеринбургского губернского исполнительного комитета Совета рабочих, крестьянских и солдатских депутатов и лично учеников школы А. М. Тумбасова и П. М. Журавлева, командированных в Читу, где застряли эшелоны с имуществом.
В 1919 году Екатеринбургская художественно-промышленная школа преобразуется в Екатеринбургские свободные высшие государственные художественные мастерские. В основу их деятельности был положен принцип свободы преподавания, «так называемое трудовое начало, свободный выбор специальности, руководителей в порядке работ и самодисциплины». Мастерская имела определенную автономию: профессора мастерских избираются студентами, причем всем художникам предоставляется право выставлять свои кандидатуры, независимо от направления и принадлежности к той или иной группе художников, поскольку «всем художественным течениям обеспечивается место в мастерских». Также мастерская вырабатывала свои правила внутреннего распорядка и программу занятий. Свободный выбор профессии позволял обучающимся переходить из мастерской в мастерскую (не более двух раз в год). Прием в мастерскую всех желающих, не моложе шестнадцати лет и независимо от степени образования, проводился по классовому признаку: в первую очередь принимались те, кто имел рекомендацию отделов народного образования, партийных комитетов, профессиональных союзов или производственных организаций, но при этом на основе вступительных испытаний.
Свободной художественной мастерской в Екатеринбурге предписывалось готовить «высококвалифицированных работников по различным областям художественного
труда, как-то: высококвалифицированных маляров, живописцев вывесок, декораторов, художников-теоретиков, художников-педагогов, скульпторов, архитекторов, резчиков по металлу, дереву и камню, графиков и т. д.». Исходя из этих задач, в Екатеринбурге первоначально были организованы две живописные мастерские, одна под руководством Л. В. Туржанского, другая — П. Е. Соколова, а также декоративная, которой руководил А. Н. Парамонов, офортная во главе со Шмидтом и скульптурная, возглавляемая С. Д. Эрьзей. Однако уже осенью 1921 года, ввиду значительной занятости С. Д. Эрьзи на гранильной фабрике, руководителем скульптурной мастерской стал скульптор Захаров.
По итогам I Всероссийской конференции Свободных мастерских в 1920 году индивидуальные мастерские в Екатеринбурге упразднялись: теперь одной мастерской руководят А. Н. Парамонов, Мацкевич, А. А. Лабас, Цицковский, а другой — А. Ф. Боева и П. Е. Соколов.
В связи с переориентацией художественного образования для нужд производства в декабре 1922 года Свободные художественные мастерские преобразуются в Уральский государственный художественный практический институт. В институте резко меняется профиль: если в Свободных мастерских преобладало живописное направление, то теперь определяющим стало скульптурное.
Однако уже вскоре, после визита наркома просвещения А. В. Луначарского, была создана комиссия из представителей местных общественных, партийных и советских организаций и представителей центральных учреждений для оценки деятельности института, которая выявила серьезные недостатки в его работе. Одним из решений комиссии стало преобразование Художественного института в художественно-производственный техникум со сроком обучения в 4 года, что и было сделано в 1923 году. Техникум должен был готовить «квалифицированных художников, мастеров-скульпторов, хорошо знакомых со всеми видами обработки основных материалов уральской промышленности — дерева, камня, металла». Техникум имел одно скульптурное отделение и направлял свою работу по двум главным руслам: скульптуры монументальной и скульптуры прикладной, производственной. Для успешного решения поставленных задач в техникуме работали мраморная, камнерезная мастерские и мастерская резьбы по дереву как составные части основного отделения. Исходя из конкретных задач, обучение в Уральском художественном техникуме строилось следующим образом: первоначально учащиеся проходили курс испытательно-подготовительного отделения, где давались знания общеобразовательного характера и учащиеся психологически готовились к восприятию всего курса обучения специальным дисциплинам. Освоив материал подготовительного отделения, учащиеся переходили на первый курс с двухгодичным сроком обучения. Целью работы этого курса было освоение элементарного мастерства рисунка, объема, пространства, а вместе с тем знакомство с мастерством лепки основной массы образа предмета. На втором курсе, который был также двухгодичным, учащиеся изучали формы на более сложной модели, какой является фигура человека. Особое внимание обращено было на преподавание скульптуры.
В 1926 году учебное заведение переименовывается в Уральский художественно-промышленный техникум, в котором работали два отделения: скульптурное и камнеобрабатывающее и пять мастерских: камнерезно-гранильную, ювелирную с мелким монтажом, мастерскую по обработке мрамора, дерева и формовочно-лепную. Изменения претерпела не только структура техникума, но и его направленность. Если ранее ставка делалась на подготовку «мастеров формы» широкого плана, то теперь «целевая установка художественно-промышленных техникумов в целом должна заключаться в подготовке высококвалифицированных техников узкой специализации для тех отраслей промышленности и отдельных цехов ее, где это производство связано с искусством». Особое внимание было обращено на работу мастерских, где не только осваивались приемы обработки материалов, но и ставились задачи создания утилитарных вещей как для внутреннего рынка, так и на экспорт. Помимо практических занятий непосредственно в мастерских школы, большое место занимала непрерывная практика на производстве как связующее звено обучения с производством.
В 1920-х годах училище покинуло здание, в котором разместился госпиталь. Некоторое время художественная школа провела в здании нынешней Свердловской филармонии, занимая при этом всего один зал. Он был разбит на сектора, по границам которых натягивались веревки и на них навешивались простыни.
В 1929 году Уральский художественно-промышленный техникум переименовывается в Уральский индустриально-художественный техникум. В нем продолжает работать камнеобрабатывающее отделение, конкретизируется направленность дереворезной мастерской, она ориентируется на подготовку специалистов по производству мебели. Наиболее серьезные изменения происходят на скульптурном отделении, которое становится архитектурно-строительным и чьим основным профилем становится подготовка мастеров декоративной скульптуры.
В 1930 году Уральский индустриально-художественный техникум переименовывается в Свердловский архитектурный техникум с двумя отделениями: строительным и камнеобрабатывающим.
Об учёбе в училище вспоминал его воспитанник Садри Ахун «С пневматическим молотом в руках, купаясь в искрах осыпаемого мрамора, пробуждая к жизни спящий камень, я навсегда и бесповоротно посвятил себя скульптуре».

## Названия учебного заведения
Учебное заведение неоднократно меняло названия:
- 1902—1918 — Екатеринбургская художественно-промышленная школа
- 1919—1922 — Свободные государственные художественные мастерские
- 1922—1923 — Уральский государственный художественный практический институт
- 1923—1925 — Уральский художественный техникум
- 1926—1929 — Уральский художественно-промышленный техникум
- 1929—1930 — Уральский индустриально-художественный техникум
- 1930—1940 — Свердловский архитектурный техникум

В 1935 году учебное заведение разделилось на 2 части, определив подготовку по следующим направлениям:

1) Художественное, включая изобразительное искусство, графику и скульптуру, архитектурно-строительное (до 1940 года) и прикладное искусство (камнерезное, ювелирное и др.). Было образовано соответствующее учебное заведение, носившее следующие наименования:
- 1935—1941 — Свердловское училище ИЗО
- 1941 — 15.01.1988 — Свердловское художественное училище
- 15.11.1988 — 29.10.1992 — Свердловское художественное училище имени И. Д. Шадра
- 29.10.1992 — 16.02.2006 — Екатеринбургское художественное училище им. И. Д. Шадра[14]

С 1 сентября 1941 года художественное училище закрывают на период войны, но благодаря директору П. П. Хожателеву, в октябре 1942 уже снова объявляется набор учащихся.
С 1968 года художественное училище располагается в здании на ул. Малышева, 68а (бывшая Американская гостиница).
С 15 января 1988 года училищу присвоено имя Ивана Дмитриевича Шадра на основании распоряжения Совета Министров РСФСР № 1736-р от 30.12.1987 г..
С 16 февраля 2006 года учебное заведение именуется Свердловское художественное училище им. И. Д. Шадра.
2) Архитектурно-строительное, которое стало развиваться в другом учебном заведении, носившем следующие наименования:
- 1940—1948 — Свердловский архитектурно-строительный техникум
- 1948—1958 — Коммунально-строительный техникум
- 1958—1993 — Свердловский строительный техникум
- 1993—1999 — Уральский архитектурно-строительный колледж
- 1999—2006 — Уральский государственный межрегиональный колледж строительства, архитектуры и предпринимательства
- с 2006 года — Уральский колледж строительства, архитектуры и предпринимательства[16].

## Отделения современного художественного училища
- Отделение живописи (специализации: художественно-педагогическая, театрально-декорационной живописи);
- Отделение дизайна (специализации: коммуникационный дизайн, дизайн среды);
- Отделение скульптуры;
- Отделение реставрации, консервации и хранения произведений искусства (иконопись);
- Отделение театрально-декорационной живописи.

## Директора
- 1902—1906 — Каменский, Михаил Фёдорович
- 1906—1913 — Рупини, Вячеслав Петрович[17]
- 1913 — 01.04.1918 — Анастасьев, Владимир Михайлович[18]
- 1918 — 12.1922 — Парамонов, Александр Никитич
- 12.1922 — 1924 — Шаховской, Сергей Александрович
- 20.12.1924 — 1925 — Быков, Виктор Михайлович
- 1925 — Лямин, Василий Ефимович[19]
- 1926—1932 — Трембовлер, Исаак Израилевич[20]

…
- 1937—1959 — Хожателев, Павел Петрович
- 1959—1968 — Ярков, Степан Петрович
- 1968—1984 — Ременец, Иван Федорович

…
- 1996-? — Кисляковский, Владимир Владимирович

## Известные преподаватели и выпускники
- См. категорию: Персоналии:Свердловское художественное училище